# Hans Edvard Nørregård-Nielsen
Hans Edvard Nørregård-Nielsen, né le 2 janvier 1945 et mort le 2 avril 2023, est un historien de l'art danois, aussi professeur en histoire de l'art à l'université d'Aarhus.

## Biographie
Il a écrit plusieurs mémoires ou « instantanés de son époque », comme il les appelle : Mands Minde (1999), Riber Ret (2001), Noget nær (2006) et plus récemment Som sagt (2008).
En 2002, il a reçu le prix d'auteur des libraires De Gyldne Laurbær pour Riber Ret, qui raconte sa période d'étudiant à la Ribe Katedralskole dans les années 1960.

## Publications
- Dansk kunst vol. 1-2, 1983  (ISBN 87-01-92231-9)
- Dansk guldalderkunst – fra Abildgaard til Hammershøi – dansk kunst fra 1800-tallet i Aarhus Kunstmuseums samlinger, 1999,  (ISBN 9788788575439)
- Danmarks arkitektur – Landbrugets huse, 1980
- Kongens København – en guldaldermosaik, Gyldendal 1985
- Jeg saa det land – H.C. Andersens rejseskitser fra Italien (biographie), 1990 m.fl.  (ISBN 9788702029758)
- Undervejs med Christen Købke (biographie), 1991
- Gyldne dage og mørke nætter – omkring Kongens Nytorv, 1994
- Hedebilleder, 1997
- Keramikeren Thorvald Bindesbøll (biographie), 1997
- Mands Minde – et tidsbillede, 1999  (ISBN 9788700473720)
- Riber Ret – et tidsbillede, 2001,  (ISBN 87-02-00319-8), photographies de Per Bak Jensen
- Undervejs med J. Th. Lundbye (biographie), 2004  (ISBN 9788702037470)
- Noget nær – et tidsbillede (biographie), 2004,  (ISBN 9788702028867)
- Dengang i Italien – H.C. Andersen og guldaldermalerne (biographie), 2005  (ISBN 9788702033908)
- Corner classic – figurer i et landskab, 2006
- Christen Købke (biographie), 2006  (ISBN 9788702049374)
- Magt og dragt – dansk teglstensarkitektur, 2006  (ISBN 9788702029772)
- Nørre Vosborg – en vestjysk herregård, 2008  (ISBN 9788702053999)
- Som sagt – Et tidsbillede, 2008  (ISBN 9788702072297).
- Limfjorden - stemmer og steder 1-2, 2012  (ISBN 9788702131451)